# 금관화

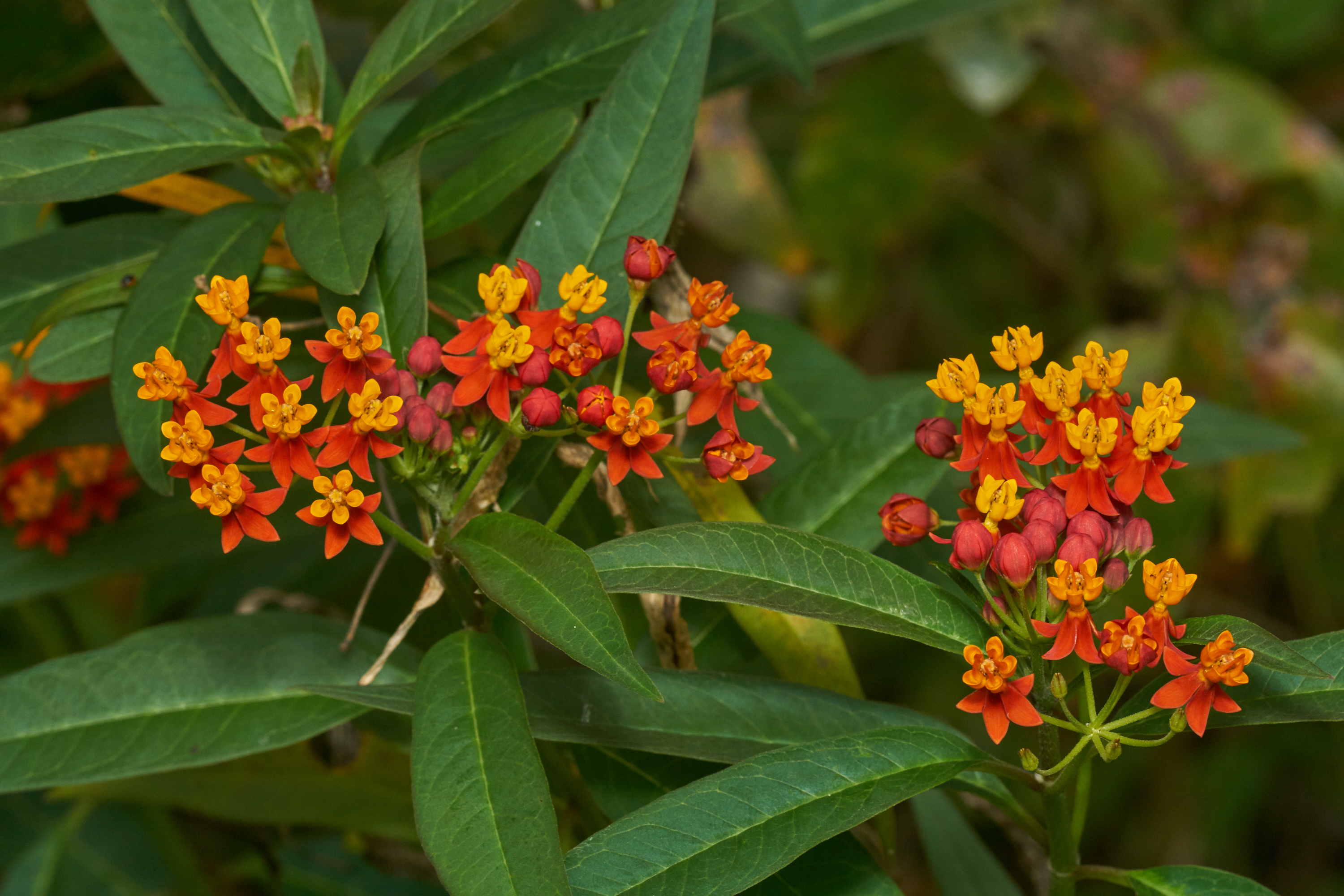

일반적으로 열대 밀크위드(milkweed)으로 알려진 아스클레피아스 크라싸비카(학명 Asclepias curassavica)는 금관화속(Asclepias) 박주가리아과(Asclepiadaceae)의 꽃 피는 식물 종이다. 이것은 미국의 열대 지방에 고유하며 [5], 도입된 종으로서의 범열대성(pantropical) 분포를 가지고있다. 다른 일반적인 외국명으로는 Bloodflower, Cotton bush,Hierba de la cucaracha, Mexican butterfly weed, Redhead, Scarlet milkweed,Wild ipecacuanha 등이 있다.

## 같이 보기
- 산초나무

## 참고
1. ↑  “ITIS Standard Report Page: Asclepias curassavica”. 《Integrated Taxonomic Information System》. 2014년 3월 22일에 확인함.
2. ↑  “Asclepias curassavica in Flora of China”. 《Flora of China @ eFloras.org》. 미주리 식물원. 2014년 3월 22일에 확인함.
3. ↑  “Asclepias curassavica”. 《Germplasm Resources Information Network (GRIN)》 (Agricultural Research Service(ARS), United States Department of Agriculture(USDA)). 2014년 9월 5일에 확인함.
4. ↑  “Common Names for Tropical Milkweed (Asclepias curassavica)”. 《Encyclopedia of Life》. 2014년 3월 22일에 확인함.